# فالتر كروزه
فالتر كروزه (بالألمانية: Walther Kruse)‏ هو عالم أحياء دقيقة ألماني، ولد في 8 سبتمبر 1864 في برلين في ألمانيا، وتوفي في 1943.